# Capronia epimyces
Capronia epimyces är en lavart som beskrevs av M.E. Barr 1991. Capronia epimyces ingår i släktet Capronia och familjen Herpotrichiellaceae.   Inga underarter finns listade i Catalogue of Life.